# Заливное
Заливное — наименование в русской национальной кухне холодного блюда из мяса или рыбы, залитого студенистым наваром.

## История
До начала XIX века заливного как отдельного блюда русской кухни не существовало. Это блюдо появилось в результате работы французских кулинаров, занимавшихся реформированием большого количества блюд национальной русской кухни.
За основу нового блюда был взят студень, обработанный, однако, другим способом. В отличие от холодца, который обычно готовили из остатков от основных мясных или рыбных блюд, для заливного выбирались лучшие продукты, нарезавшиеся таким образом, чтобы была видна их естественная структура. Для создания прозрачного и крепкого заливающего раствора, который должен был быть похож на прозрачное стекло, французскими кулинарами было введено осветление бульонов, а также их лёгкое подкрашивание куркумой, шафраном и лимонной цедрой. Для доведения массы до прозрачного и прочного состояния был использован «рыбий клей». 

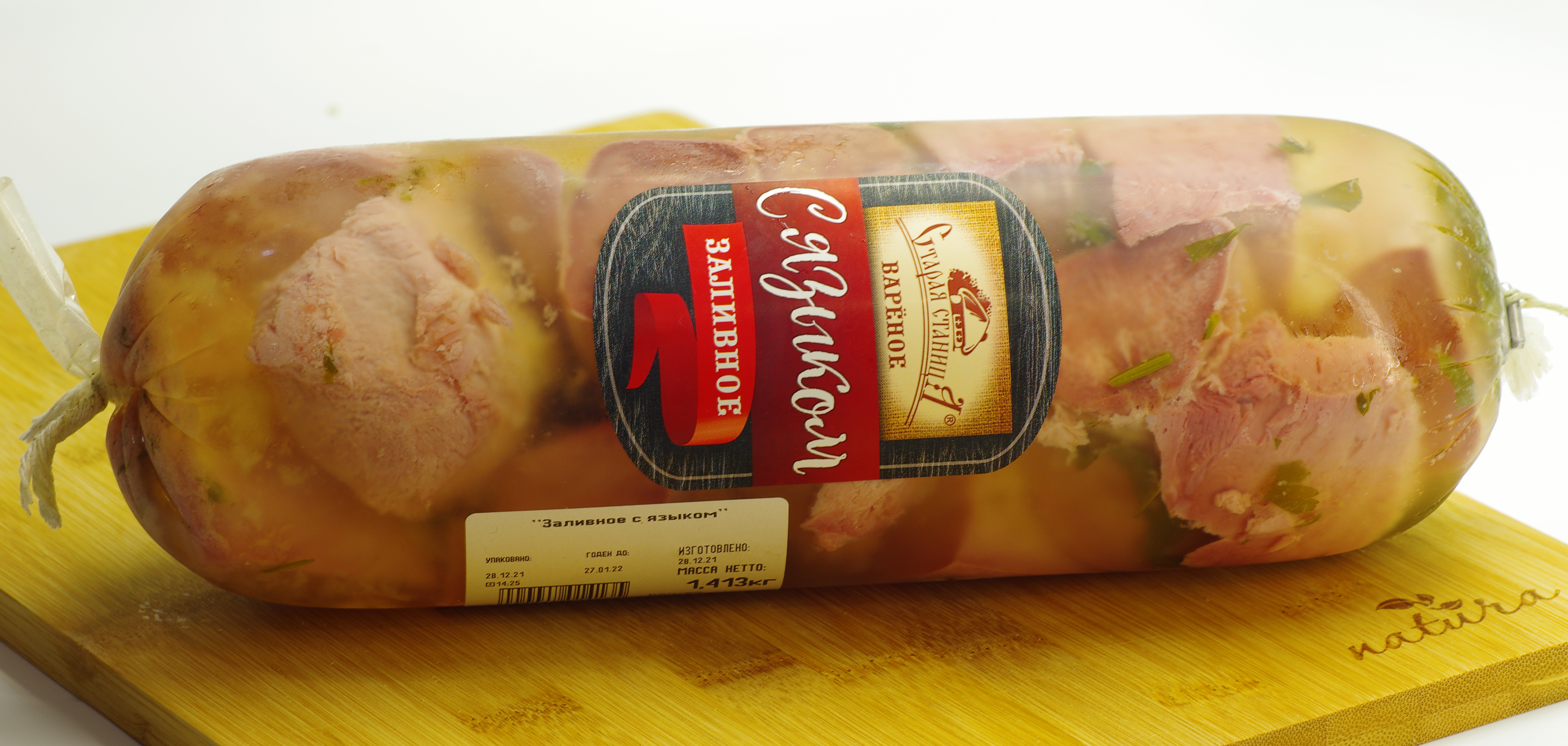
Заливное промышленного производства

Для повышения вкусовых достоинств заливки в состав бульона были введены отвары пряностей, яркие добавки из овощей, грибов и фруктов, которые к тому же придали блюду более привлекательный внешний вид. Подавали заливное преимущественно на продолговатых блюдах, повторявших форму рыбы.
Поначалу заливные блюда готовились в основном из рыбы, затем для приготовления этого блюда начали использовать мясо, птицу, дичь. Однако заливные блюда не из рыбы широкого распространения в русской национальной кухне не получили.